# Културно-просветна заједница Србије
Културно-просветна заједница Србије (скраћено КПЗ Србије) је савез културно-просветних заједница, установа, организација и појединаца који делују у области културе, просвете, науке и уметности на територији Републике Србије. Основана са циљем подстицања и координације активности које доприносе развоју културног живота, очувању традиције, афирмацији стваралаштва и културном просвећивању, КПЗ Србије представља једну од значајних организација у овим областима.

## Историјат
Културно-просветна заједница Србије баштини традицију културно-просветног рада који је у Србији имао различите организационе облике. Претече оваквих организација могу се наћи у читаоницама, певачким друштвима и другим удружењима из XIX и почетка XX века која су имала за циљ просвећивање народа.
Савез културно-просветних друштава НР Србије основан је 1952. године, са задатком да обједини и усмерава рад бројних културно-уметничких друштава и других аматерских организација. Током свог постојања, организација је мењала називе и организационе облике, прилагођавајући се друштвеним променама, али је задржала своју основну мисију везану за културно-просветну делатност. Данас делује као Културно-просветна заједница Србије, са мрежом општинских и градских културно-просветних заједница.

## Циљеви и задаци
Основни циљеви и задаци Културно-просветне заједнице Србије, према њеним програмским документима, најчешће обухватају:
- Подстицање и развијање свих облика културно-уметничког стваралаштва и аматеризма.
- Очување и неговање културног наслеђа, традиције, језика и писма.
- Афирмација вредности у области културе, уметности, науке и образовања.
- Повезивање и сарадња установа културе, образовних институција, уметничких удружења и других организација.
- Организовање културних манифестација, фестивала, смотри, такмичења, изложби, предавања и других програма.
- Подршка културном развоју локалних заједница, посебно у мање развијеним срединама.
- Издавачка делатност у области културе и просвете.
- Сарадња са Србима у дијаспори и региону на очувању и промоцији српске културе.

## Активности и програми

### Признање "Златна значка"
Једна од најпознатијих активности Културно-просветне заједнице Србије је додела годишњег признања Златна значка. Ово признање се, у сарадњи са Министарством спољних послова Републике Србије – Управом за сарадњу с дијаспором и Србима у региону, додељује истакнутим појединцима, организацијама и удружењима за несебичан, предан и дуготрајан рад и стваралачки допринос у ширењу културе народа и народности Републике Србије, као и за допринос српској култури у расејању.

### Вукова награда
КПЗ Србије је један од додељивача престижне Вукове награде за изузетан допринос развоју културе, просвете и науке у Републици Србији и на свесрпском културном простору.

### Издавачка делатност
Културно-просветна заједница Србије има и издавачку делатност, објављујући књиге, зборнике, часописе и друге публикације из области културе, уметности, традиције и образовања.

### Друге манифестације и пројекти
КПЗ Србије учествује у организацији или подржава различите културне манифестације, смотре аматерског стваралаштва, научне скупове, трибине и пројекте који имају за циљ унапређење културног живота у Србији.

## Организациона структура
Културно-просветна заједница Србије делује као савез општинских и градских културно-просветних заједница, установа културе и других организација. Највиши орган управљања је Скупштина, а извршни органи су Управни одбор и Надзорни одбор. Радом Заједнице руководи генерални секретар или председник.

## Значај и улога
Културно-просветна заједница Србије има значајну улогу у:
- Очувању и развоју културног аматеризма.
- Децентрализацији културе и подстицању културних активности у локалним срединама.
- Афирмацији стваралаца и културних радника.
- Очувању националног културног идентитета и традиције.
- Повезивању културних актера у земљи и са дијаспором.

Кроз своје дугогодишње деловање, КПЗ Србије је допринела обогаћивању културног живота и јачању свести о значају културе и образовања за развој друштва.